# Magiritsa

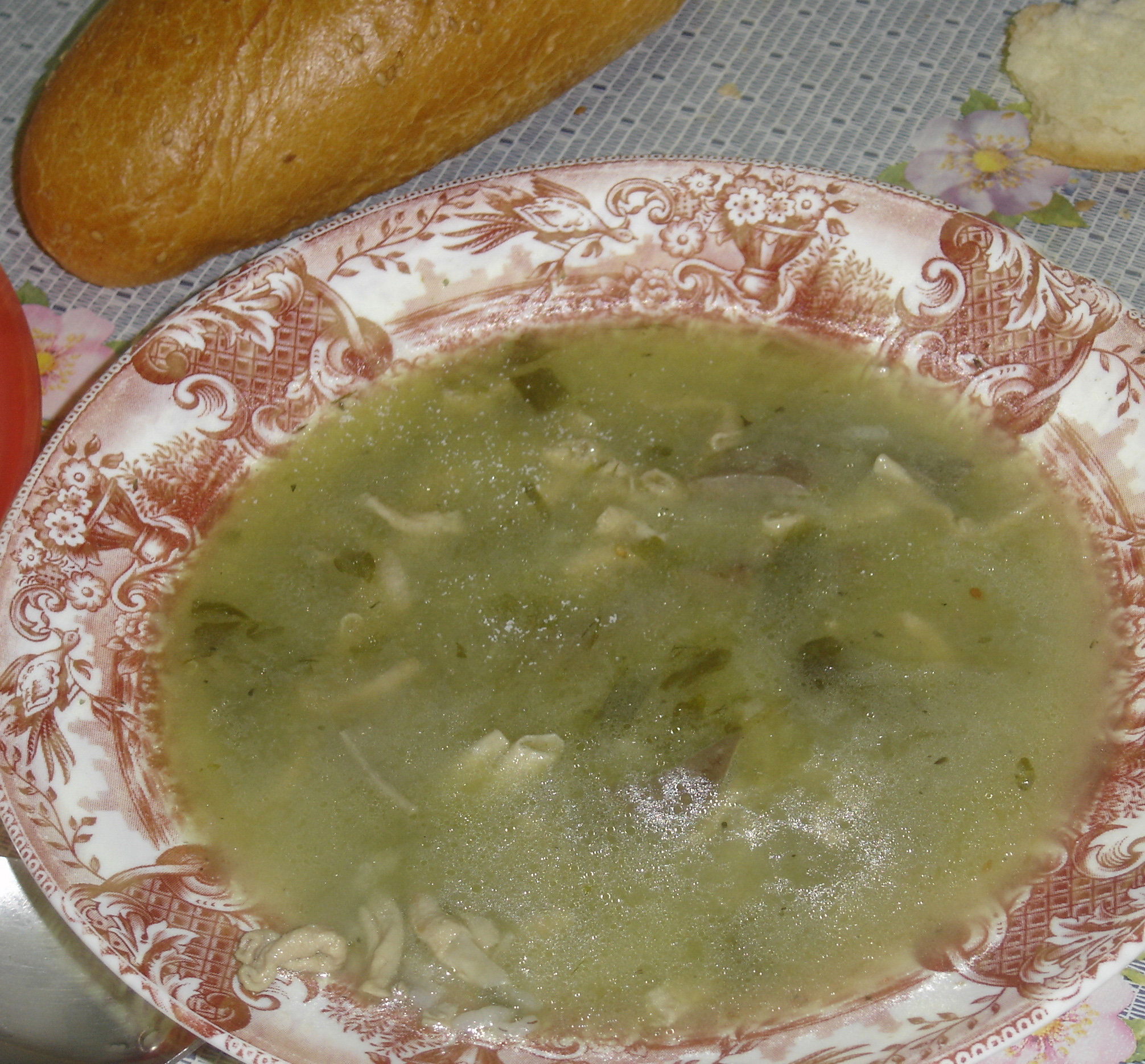
Magiritsa.

Magiritsa ou “sopa de fressura de borrego da Páscoa” é uma sopa grega tradicional, servida no sábado de Aleluia, depois dos 48 dias de Quaresma e de jejum de carne.

Para esta sopa, começa por se limpar e lavar as vísceras do borrego e cozê-las até poder cortá-las em pedaços. Coze-se também uma alface, coa-se e reserva-se. Faz-se um refogado com cebola e juntam-se as vísceras cozidas e cortadas, junta-se a alface, sal e pimenta, e deixa-se cozer em fogo brando. Juntam-se ao cozido ervas aromáticas, como endro, salsa e cebolinho, e tira-se do lume. Prepara-se avgolemono e junta-se ao cozido, sem deixar levantar fervura; deixa-se descansar 10 minutos e serve-se.